# 疏花鱼藤
疏花鱼藤（学名：Derris laxiflora）为豆科鱼藤属下的一个种。

## 扩展阅读
- 維基物種上的相關：疏花鱼藤